# Else Wentscher
Else Wentscher (* 31. Januar 1877 in Wüstegiersdorf; † 1946 in Bonn) war eine deutsche Philosophin und Pädagogin.

## Leben
Else Wentscher, geb. Schwedler, wurde als Tochter eines schlesischen Fabrikbeamten geboren, der früh starb. Ihre Mutter leitete als Witwe den Fabrikkindergarten. Großen Einfluss auf sie übte ihr Großvater mütterlicherseits, Waisenhausdirektor Kranz, aus. Else besuchte die Augustaschule in Breslau, danach wurde sie zu einer dreijährigen Ausbildung in der Berliner "Stiftung Mädchenheim" aufgenommen, einem Seminar zur Ausbildung von Lehrerinnen (Abschluss 1896). In Berlin wurde Else Pfleiderer, Tochter des Theologen Otto Pfleiderer ihre Freundin. In dessen Haus lernte sie den promovierten Max Wentscher kennen, den sie 1897 heiratete. Im August 1898 wurde die erste Tochter geboren, eine zweite folgte nach. Else Wentscher lernte als Autodidaktin Altgriechisch und Latein und, laut ihren eigenen Angaben, las den Dichter Homer im Original. Angeregt durch ihren Mann beschäftigte sie sich intensiv mit der Philosophie von Hermann Lotze. In Bonn hörte sie die Vorlesungen ihres Ehemannes und anderer Professoren und Dozenten.
1901 besuchte sie mit ihrem Mann erstmals den Evangelisch-Sozialen Kongress in Dortmund, wo sie einen Vortrag über das moderne Bildungsstreben hörte, den Adolf von Harnack hielt. Im selben Jahr startete sie ihre eigene Publikationstätigkeit. Ab 1907 unterrichtete sie auch. Sie erhielt noch vor dem Jahr 1926 den Dr. h. c. der Universität Bonn.
Wentschers Fachgebiete waren die Ethik, die Frauenbildung und die Verbindung von englischem und deutschem Idealismus.
Wentscher übersetzte 1928 On Liberty (1859) von John Stuart Mill ins Deutsche; das Buch erschien in der Reihe Philosophische Bibliothek im Meiner-Verlag. Ihre Übersetzung wird bis heute zugrunde gelegt. Den Nachruf auf sie schrieb der Philosoph Johannes Thyssen.

## Werke (Auswahl)
- Relative oder Absolute Wahrheit? München 1941
- Das Ich als Seeleneinheit. in: Archiv für Geschichte der Philosophie, 1937
- Englische Wege zu Kant. 1931
- Die ethischen Grundlagen von Schleiermachers Pädagogik. Langensalza 1928
- Autorin der Lemmata Herbert Spencer und John Stuart Mill in: Pädagogisches Lexikon. In Verbindung mit der Gesellschaft für evangelische Pädagogik und unter Mitwirkung zahlreicher Fachmänner hg. von Hermann Schwartz. Leipzig 1931 (4 Bände)
- Übersetzung: John Stuart Mill: Über die Freiheit (Leipzig: Meiner 1928; neu. hg. Hamburg 2011).
- Benno Erdmanns Stellung zu Kants Ethik. in: Kant-Studien 32 (1927), S. 317ff.
- Die Geschichte des Kausalproblems in der neueren Philosophie. 1921
- Englische Philosophie, ihr Wesen und ihre Entwicklung. In: Handbuch der englisch-amerikanischen Kultur, hg.v. W. Dibelius. 1924
- Deutsche Einflüsse in der neuen englischen Philosophie. In: Erkenntnis 5 (1924)
- Das Problem des Empirismus. Dargestellt an John Stuart Mill. Bonn 1922.
- Der Wille. In: Aus Natur und Geisteswelt. 1910
- Fühlen und Wollen. In: Frauenbildung 7/8. 1909
- Phänomenalismus und Realismus. 1903
- Das Kausalproblem in Lotzes Philosophie. 1903